# Cenogenus fusca
Cenogenus fusca är en ringmaskart som först beskrevs av Moore 1911.  Cenogenus fusca ingår i släktet Cenogenus och familjen Lumbrineridae. Inga underarter finns listade i Catalogue of Life.